# 鉄道敷設法別表第2号
鉄道敷設法別表第2号（てつどうふせつほうべっぴょうだい2ごう）は、1922年（大正11年）4月11日に公布・施行された「鉄道敷設法」（大正11年法律第37号）別表に定められていた条文の一つ。
現在の青森県青森市から青森県東津軽郡外ヶ浜町字三厩・青森県北津軽郡中泊町大字小泊を経由し、青森県五所川原市までを結ぶ計画で、このうち、青森県青森市から青森県東津軽郡外ヶ浜町字三厩までの間は、東日本旅客鉄道津軽線として営業され、また、本州と北海道とを結ぶ津軽海峡線の一部区間として重要な役割を担っている他、青森県五所川原市付近においては、津軽鉄道津軽鉄道線として営業されている。

## 原文
青森縣青森ヨリ三厩、小泊ヲ經テ五所川原ニ至ル鐡道

## 開業区間

### 日本国有鉄道津軽線
- 1951年（昭和26年）12月5日
  - 青森 - 蟹田間27.0kmが日本国有鉄道津軽線として開業。

- 1958年（昭和33年）10月21日
  - 日本国有鉄道津軽線 蟹田 - 三厩間28.8km延伸開業。

### 東日本旅客鉄道津軽線
- 1987年（昭和62年）4月1日
  - 日本国有鉄道が分割民営化され、東日本旅客鉄道株式会社が発足した事に伴い、日本国有鉄道津軽線 青森 - 中小国 - 三厩間55.8kmが東日本旅客鉄道津軽線となる。

- 1988年（昭和63年）3月13日
  - 津軽海峡の海底を通る青函隧道を経由し、本州と北海道とを結ぶ北海道旅客鉄道海峡線 中小国 - 木古内間87.8kmが開業した事に伴い、津軽海峡線の愛称の使用を開始。

### 津軽鉄道津軽鉄道線
- 1930年（昭和5年）7月15日
  - 金木 - 五所川原（現在の津軽五所川原）間12.8kmが津軽鉄道津軽鉄道線として開業。
- 1930年（昭和5年）10月4日
  - 津軽鉄道津軽鉄道線 大沢内 - 金木間延伸4.9km延伸開業。
- 1930年（昭和5年）11月13日
  - 中里（現在の津軽中里） - 大沢内間延伸3.0km開業。

## 未開業区間
- 三厩 - 津軽中里間

## 鉄道先行バス路線
なし

## 近接するルートを走る民間バス路線
- 外ヶ浜町営三厩地区循環バス 三厩駅 - 龍飛崎灯台間開業。
- 弘南バス五所川原・小泊線（金木・中里経由） 小泊 - 中里駅前間開業。